# Acanthostigmina longispora
Acanthostigmina longispora är en svampart som först beskrevs av Remler, och fick sitt nu gällande namn av J.L. Crane, Shearer & M.E. Barr 1998. Acanthostigmina longispora ingår i släktet Acanthostigmina och familjen Tubeufiaceae.   Inga underarter finns listade i Catalogue of Life.
I den svenska databasen Dyntaxa används istället namnet Tubeufia alpina för samma taxon.  Arten är reproducerande i Sverige.